# ديفيد إس. ليفينسون
ديفيد إس. ليفينسون (بالإنجليزية: David S. Levinson)‏ (31 مايو 1969)؛ روائي أمريكي.